# Zhongshan, Wuping
Zhongshan (kinesiska: 中山) är en köping i sydöstra Kina. Den ligger i Wuping härad i staden Longyan i provinsen Fujian, omkring 350 kilometer väster om provinshuvudstaden Fuzhou. Antalet invånare är 12 559. Befolkningen består av 6 297 kvinnor och 6 262 män. Barn under 15 år utgör 14,0 %, vuxna 15-64 år 72 %, och äldre över 65 år 13,0 %.